# Granada (Band)
Granada ist eine österreichische Mundart-Band aus Graz um den Musiker Thomas Petritsch (Effi).

## Geschichte
2015 erhielt Thomas Petritsch, der bis dahin nur englische Texte schrieb, von der Filmproduzentin Viktoria Salcher den Auftrag, die deutschsprachige Titelmusik zum Film Planet Ottakring im Dialekt zu produzieren. Daraus entstanden mehrere Songskizzen, die er nicht verwerfen wollte und daher eine Band zusammenstellte und Granada als fixes Projekt gründete.
Das Debütalbum Granada erschien im September 2016 und stieg in die österreichischen Album-Charts ein. Die darauf befindlichen Lieder Ottakring und Eh ok fanden im Film Planet Ottakring Verwendung, Palmen am Balkon wurde ab Sommer 2015 auf FM4 gespielt, Wien wort auf di ist eine deutschsprachige Coverversion des Songs Vienna von Billy Joel. Produziert wurde das Album von Oliver Zülch, der unter anderem mit den Sportfreunden Stiller zusammenarbeitet, mit denen Granada im Herbst 2016 auf Deutschland-Tour war.
Im Juni 2018 erschien ihr zweites Album Ge bitte!. 2019 veröffentlichten sie die Single Sauna, die unzensierte Version des Videos dazu wurde auf Pornhub veröffentlicht. Die Dreharbeiten dazu fanden in der Kaiserbründl-Sauna in Wien statt. Gemeinsam mit Fiva spielten sie den Song Gönn dir ein. 2020 arbeiteten sie während der COVID-19-Pandemie an ihrem dritten Album und traten im September beim Donauinselfest auf. Ende 2020 nahm Sony Music Austria die Band unter Vertrag. Zuvor veröffentlichten sie beim Independent-Label Karmarama. Im Februar 2021 erschien die Single Lomari, im April 2021 folgte die Single Blüte und im Juni 2021 Mei Velo. Im August 2021 feierten sie mit der Single Summerfieber aus dem dritten Album auf der Sommerbühne im Olympiastadion München Premiere. Das dritte Album Unter Umständen wurde im Oktober 2021 veröffentlicht.
Ihr viertes Album 1'30 (Veröffentlichung im September 2024) nahmen sie gemeinsam mit Paul Gallister auf, der am Sound mitgewirkt hatte.
Der Name der Gruppe ist vom Automobil Ford Granada abgeleitet.
Am 21. Juli 2025 gab Thomas Petritsch in der Morgensendung der Antenne Steiermark bekannt, dass sich die Band nach einem Abschiedskonzert am 11. Oktober 2025 auflösen wird.

## Stil
Charakteristisch für den Klang von Granada ist das Akkordeon. Petritsch dazu gegenüber der Wiener Zeitung: „Von Anfang an war mir klar, dass ein Akkordeon dabei sein muss. Einerseits als urwienerisches Instrument, andererseits ist es ja auch in der steirischen Musik sehr wichtig.“
Simon Hadler bezeichnete die Gruppe auf Orf.at als „etwas wie das Missing Link zwischen Songpoeten wie Voodoo Jürgens, dem Nino aus Wien und Ernst Molden auf der einen und massentauglichen Dialektpopgrößen wie Seiler und Speer auf der anderen Seite.“ Jan Georg Plavec definierte die Musik in der Stuttgarter Zeitung als „Neo-Austropop, der vielleicht ein bisschen ehrlicher ist als Wanda“ und schrieb „Sie sind wie Wanda – nur viel besser gelaunt“. Katja Belousova schrieb in der Tageszeitung Die Welt, dass die Band dem Genre Austropop eine noch ursprünglichere, leichtere und bodenständigere Form verleihen würden, als Bilderbuch und Wanda es bisher vermocht haben.

## Auszeichnungen und Nominierungen
- Amadeus-Verleihung 2017 – Nominierung in der Kategorie Alternative und für den FM4-Award[24][25]
- Amadeus-Verleihung 2019 – Nominierung in der Kategorie Alternative[26]
- Nominierung als Köpfe des Jahres 2021 in der Kategorie Entertainment durch die Kleine Zeitung[27]
- Amadeus-Verleihung 2022 – Nominierung für den FM4-Award[28]
- Amadeus-Verleihung 2022 – Auszeichnung in der Kategorie Alternative[29][30][31]
- Amadeus-Verleihung 2025 – Nominierung in der Kategorie Ö3-Song des Jahres für Feiawerk [32]

## Diskografie
- 2016: Granada (Album, Karmarama)
- 2018: Ge bitte! (Album, Sony Music Entertainment Austria)
- 2021: Unter Umständen (Album)[13]
- 2023: Live auf Den Kasematten (Live-Album)
- 2024: 1' 30'' (Album)